# Didier Courrèges

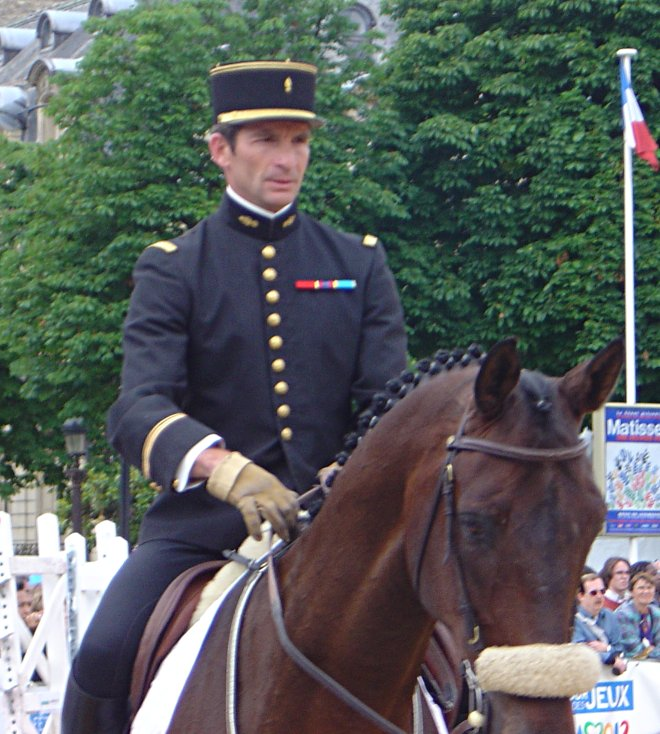
Didier Courrèges (2005)

Didier Courrèges (* 15. Juni 1960 in Évreux) ist ein französischer Vielseitigkeitsreiter und Olympiasieger. Courrèges ist Reitlehrer des Cadre Noir, der Nationalen Reitsportschule in Saumur. Außerdem ist er Offizier des französischen Heeres im Range eines Majors.
Seinen ersten bedeutenden Erfolg auf internationaler Ebene feierte Courrèges bei der Europameisterschaft 2001 in Pau mit dem zweiten Platz in der Teamwertung. Im darauf folgenden Jahr folgte eine weitere Team-Silbermedaille, diesmal an den Weltreiterspielen in Jerez de la Frontera (auf Free Style).
Courrèges größter Erfolg ist der Gewinn der Goldmedaille bei den Olympischen Spielen 2004 in Athen (auf Débat d’Estruval). Die Franzosen waren zunächst Zweite geworden, doch das deutsche Team wurde nachträglich auf den vierten Platz zurückgesetzt, da Bettina Hoy beim Springreiten die Zeitmessung zu früh ausgelöst hatte. Der Internationale Sportgerichtshof bestätigte die Entscheidung der Jury.
Nach diesem Erfolg entschloss sich Courrèges, das Vielseitigkeitsreiten aufzugeben und zum Springreiten zu wechseln.